# 宿河原不動駅
宿河原不動駅（しゅくがわらふどうえき）は、神奈川県川崎市宿河原（現在の川崎市多摩区宿河原）にあった、南武鉄道（現東日本旅客鉄道（JR東日本）南武線）の駅である。

## 概要
駅のすぐ南側にある新明国上教教会への便を図って、川崎起点15.5kmに設置された駅である。南武鉄道が戦時買収されるのと同時に廃止となった。

## 駅周辺
- 新明国上教教会

## 歴史
- 1934年（昭和9年）4月1日 - 開業[2]。
- 1938年（昭和13年）10月1日 - 所在地の稲田町が川崎市に編入される。
- 1944年（昭和19年）4月1日 - 廃止。同日に、南武鉄道が戦時買収される[2]。

## 隣の駅
南武鉄道
久地梅林駅 - 宿河原不動駅 - 宿河原駅
なお、久地梅林駅は、当駅の廃止と同日に「久地駅」へ改称されている。